# Vinata (Mythologie)
Vinata (Sanskrit विनता vinatā) ist eine Gestalt der indischen Mythologie.
Sie ist Tochter des Daksha, Gattin des Kashyapa und Mutter der Aruna und des Garuda.
Nach der Bhagavata Purana war sie das Weib des Tarkshya oder des Garuda.
Der Asteroid (2347) Vinata ist nach ihr benannt.